# Броварська волость
Броварська волость — адміністративно-територіальна одиниця Остерського повіту Чернігівської губернії.
Станом на 1885 рік — складалася з 26 поселень, 21 сільської громади. Населення — 13802 особи (6789 чоловічої статі та 7123 — жіночої), 2209 дворових господарств.
|                     | Площа, десятин | У тому числі орної, десятин |
| ------------------- | -------------- | --------------------------- |
| Сільських громад    | 13457          | 6120                        |
| Приватної власності | 4268           | 3323                        |
| Казенної власності  | 16700          | 220                         |
| Іншої власності     | 1008           | 298                         |
| Загалом             | 35433          | 9961                        |

Деякі поселення волості станом на 1864 рік:
- Бровари — містечко козацьке при озері Сведловщина за 54 версти від повітового міста, 1241 особа (592 осіб чоловічої статі та 649 — жіночої), 239 дворових господарств, 2 православні церкви, молитовна єврейська школа, поштова станція, 2 ярмарки, базари.
- Биківня — хутір козацький при колодязях за 62 версти від повітового міста, 9 осіб (4 особи чоловічої статі та 5 — жіночої), 3 дворових господарства.
- Микільська слобідка — село козацьке при озері Чорторий за 67 верст від повітового міста, 359 осіб (175 осіб чоловічої статі та 184 — жіночої), 76 дворових господарств.

Найбільші поселення волості станом на 1885 рік:
- Бровари — колишнє державне та власницьке містечко за 55 верст від повітового міста, 1413 мешканців, 281 двір, 2 православні церкви, єврейський молитовний будинок, школа, 2 постоялих двори, 5 постоялих будинків, лавка, 3 ярмарки, базари. За 3 версти — залізнична станція, поблизу неї поштова станція, 10 лавок, канатна фабрика.
- Бортничі — колишнє державне село при озерах Млинне та Тинниця, 1065 мешканців, 135 дворів, 2 постоялих двори, вітряний млин.
- Вишеньки — колишнє державне село при річці Дніпро, 1795 мешканців, 294 двори, 2 постоялих двори, лавка.
- Воскресенська слобідка — колишнє державне село при озері Радунка, 453 мешканці, 85 дворів, православна церква, постоялий двір.
- Вигурівщина — колишнє державне село при озері Прудець, 826 мешканців, 135 дворів, православна церква, постоялий двір.